# 费茨法则

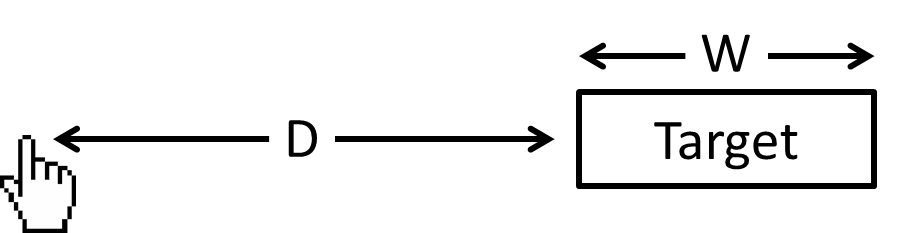
费茨法则在人机互动中的应用

费茨法则又稱菲兹定律，是一个人机交互以及人体工程学中人类活动的模型，它预测了快速移动到目标区域所需的时间是目标区域的距离和目标区域的大小的函数。费茨法则多用于表现 指、点 这个动作的概念模型，无论是用手或者手指进行物理接触，抑或是在电脑屏幕上用假想的设备（例如鼠标）进行虚拟的触碰。 该法则由 Paul Fitts 于 1954 年提出。

## 模型
费茨法则可以用多种不同的公式进行表达。比较通用的是用于一维运动的 Shannon 公式（由Scott MacKenzie （页面存档备份，存于），约克大学教授提出，并因为其与香农定理的相似而命名）。
{\displaystyle T=a+b\log _{2}{\Bigg (}1+{\frac {D}{W}}{\Bigg )}}
这里:
- T 是完成动作的平均时间。（传统的命名方式，会写成MT ，表示运动时间 Movement Time）
- a 代表装置（拦截）开始/结束的时间，b 表示该装置本身的速度（斜率）。这些常数可以以测得数据进行直线近似的方式通过实验取得。
- D 是起始位置到目标中心的距离。（传统上来说，研究者多用 A 来表示，意味着运动的振幅 Amplitude）
- W 是目标区域在运动维向上的宽度。因为运动的最终点必须落在目标中心 ±W⁄2 以内，所以 W 也可以被认为是被允许的最终位置的容差。

从这个等式我们可以看出，小并且/或者远的目标，需要更长的时间才能得以准确到达，这便是权衡指的动作的 速度的准确性。